# Helena Looft
Ylva Helena Looft, född 1961, är en svensk författare.

## Författarskap
Looft, som är uppvuxen på Lidingö, är utbildad journalist, har gått ett år på konstskola och har arbetat på sjukhus, bibliotek, biograf och kontor. Hon debuterade 1992 med kortromanen Men jag var redan där, en berättelse om Cecilia, som kämpar med ett nyss avslutat förhållande och med sina minnen från ungdomen. Den följdes upp 1995 med kortromanen Ett namn i mörkret om Camilla, som lever i ett krångligt förhållande med Matti, blir med barn och bestämmer sig för att göra abort. Vinter är allt jag vet (1998) handlar om Clara som är gift med Sebastian men ställer enorma krav på kärleken, krav som han omöjligen kan leva upp till. I kortromanen På dina murar (2005) handlar om Gun, en ung kvinna som bor kvar hos sin mor i en mörk våning på Östermalm i Stockholm, och som har oändligt svårt att slå sig fri. Romanens titel syftar på Jesaja 62:6: "På dina murar, Jerusalem, ställer jag väktare. De skall aldrig tystna, varken dag eller natt. Ni som ropar till Herren, ge er ingen ro!"
2008 gav Looft ut dokumentärromanen I väntan på support som bygger på en serie inlägg på kollektivbloggen Den Blinde Argus.
Sommaren 2010 utkom Looft med diktsamlingen Brusa högre lilla å, där hon tar på sig "den svenska poesins synder" och träder fram som "Sveriges första och enda språkmaterialist". Brusa högre lilla å kan ses som en symbolisk offerhandling och ett försök att med en meningslös diktsamling göra debatten om språkmaterialism mer meningsfull, men verket har också tolkats som konkretistiskt och parodiskt.
Sedan 2013 har hon gett ut tre romaner på Black Island Books. I Pappa, vet du vad jag drömde? beger sig huvudpersonen, 20-åriga Beatrice, ut på en vandring som blir till en resa på flera plan: från det moderna Stockholm till antikens Kartago, från himlen till underjorden, från en solig barndom till en mörk och förvirrad vuxenvärld. 13 dagar i augusti, som gavs ut 2017, är en roman om minnen och illusioner, där Emilia, en medelålders kvinna, ser tillbaka och minns en kärlek som hon aldrig förstod och alltid har saknat. Loofts senaste roman kom 2020 och heter Det här är ett farväl. Den handlar om tre kvinnor som möts för att hålla likvaka över en fjärde i ett förfallet hus i skogen, mitt i Sverige, någonstans mellan verklighet och dröm.